# Nima, Cluj
Nima (în maghiară Néma) este un sat în comuna Mintiu Gherlii din județul Cluj, Transilvania, România.

## Istoric

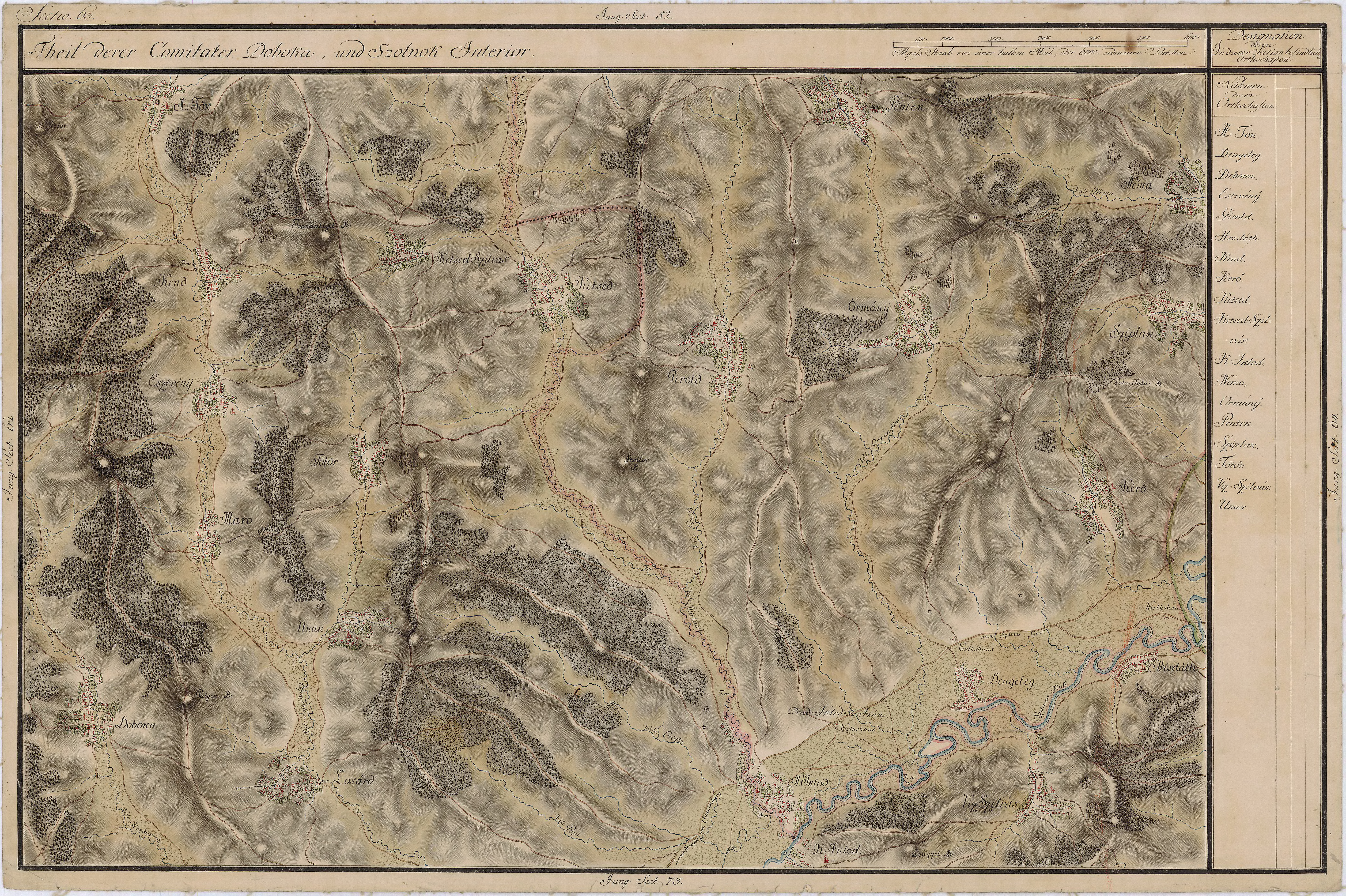
Nima Harta Iosefină a Transilvaniei, 1769-1773

În Evul Mediu, pe acest teritoriu au existat 2 sate maghiare. După Reforma Protestantă, populația maghiară a trecut la cultul unitarian.

## Date geologice
În perimetrul acestei localități s-a pus în evidență prezența unui masiv de sare gemă și a unor izvoare sărate, saramura fiind întrebuințată din vechi timpuri de către localnici.

## Monumente istorice
- Biserica reformată din Nima
- Biserica de lemn din Nima

## Galerie de imagini

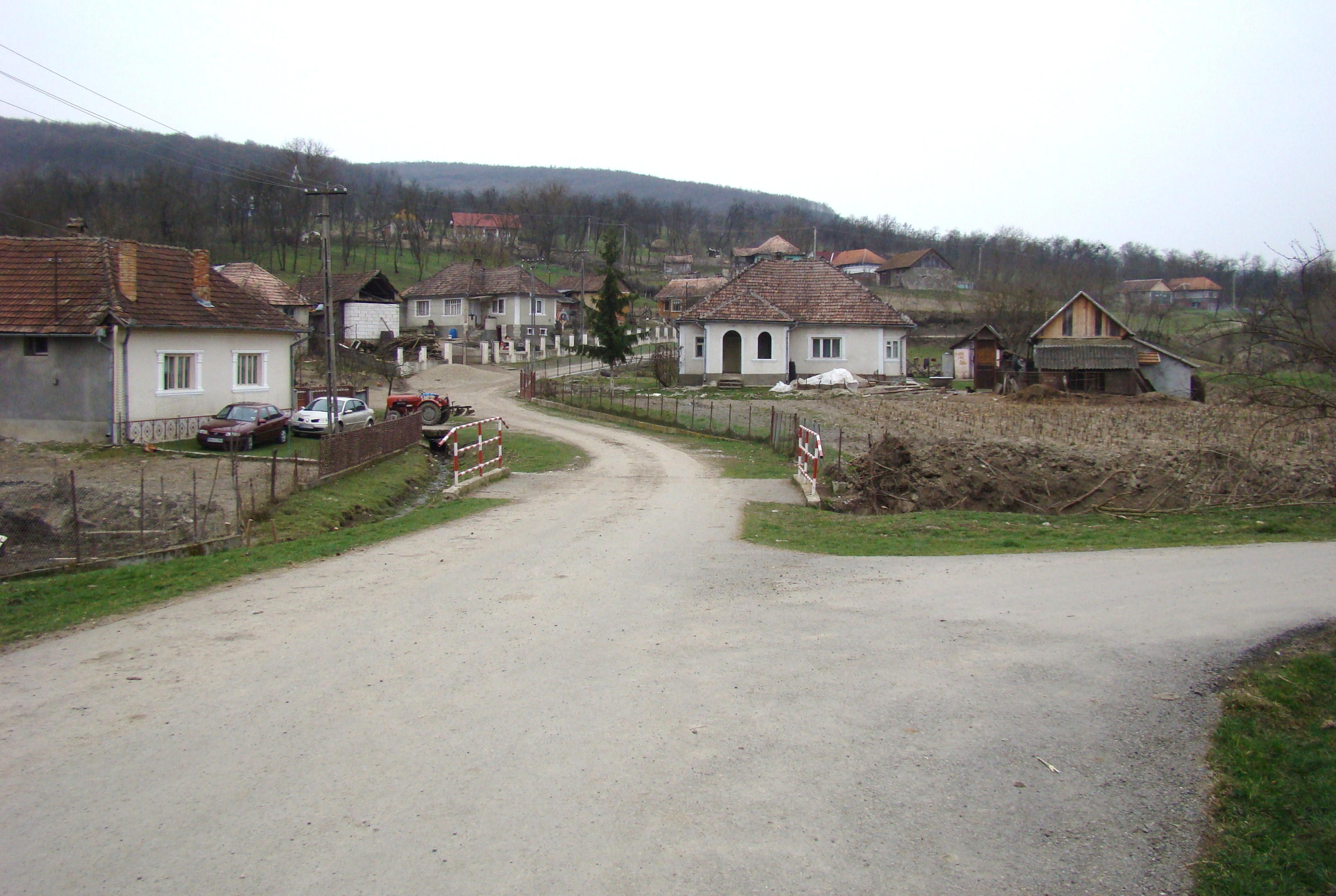
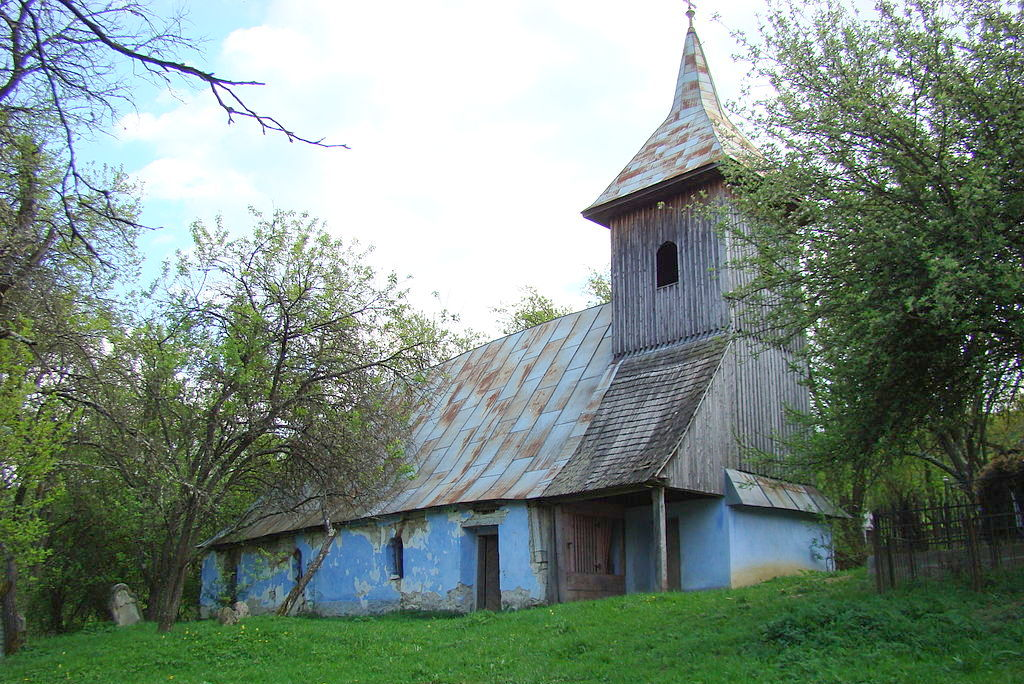
Biserica de lemn (monument istoric)
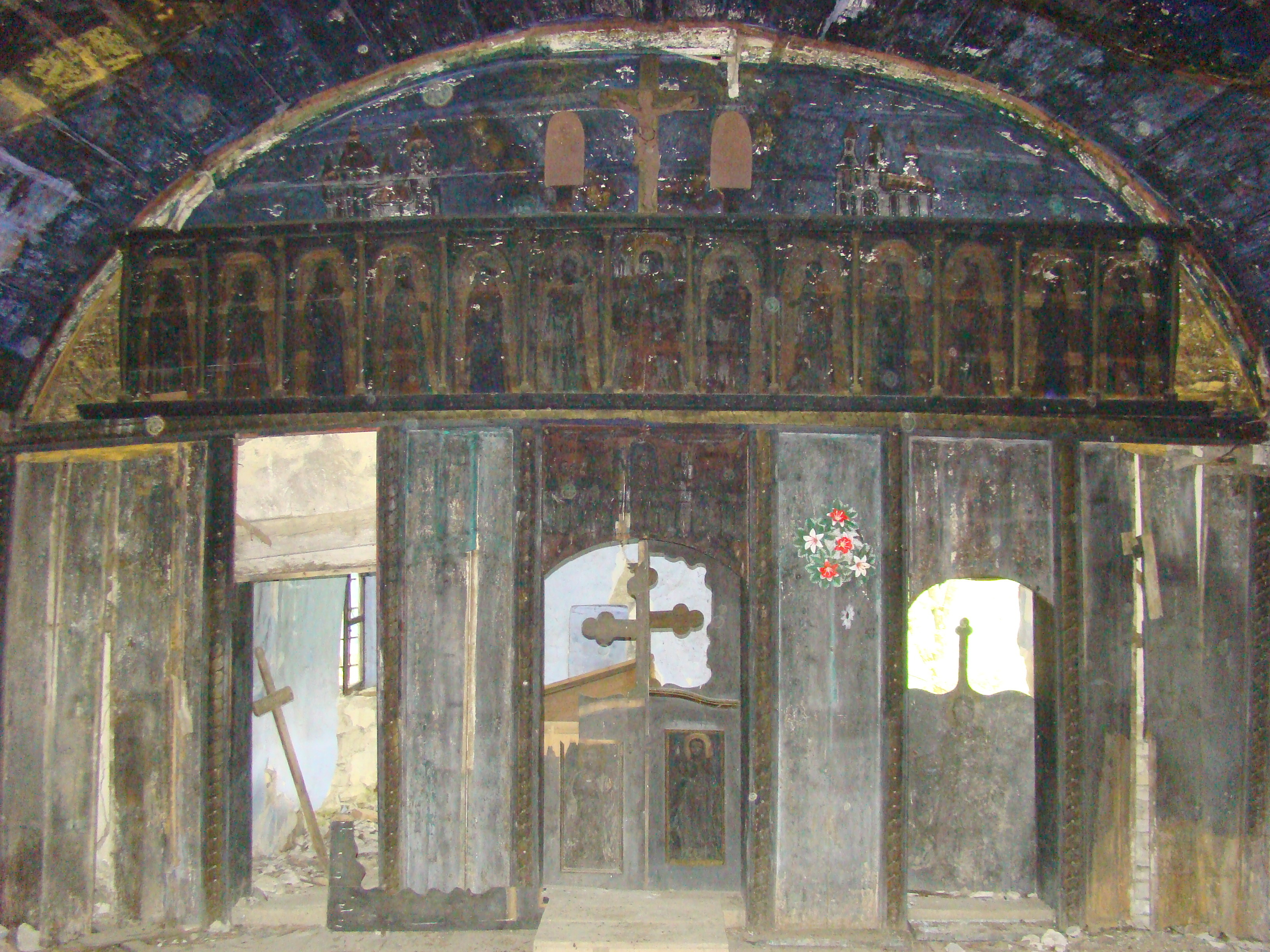
Biserica de lemn (monument istoric)
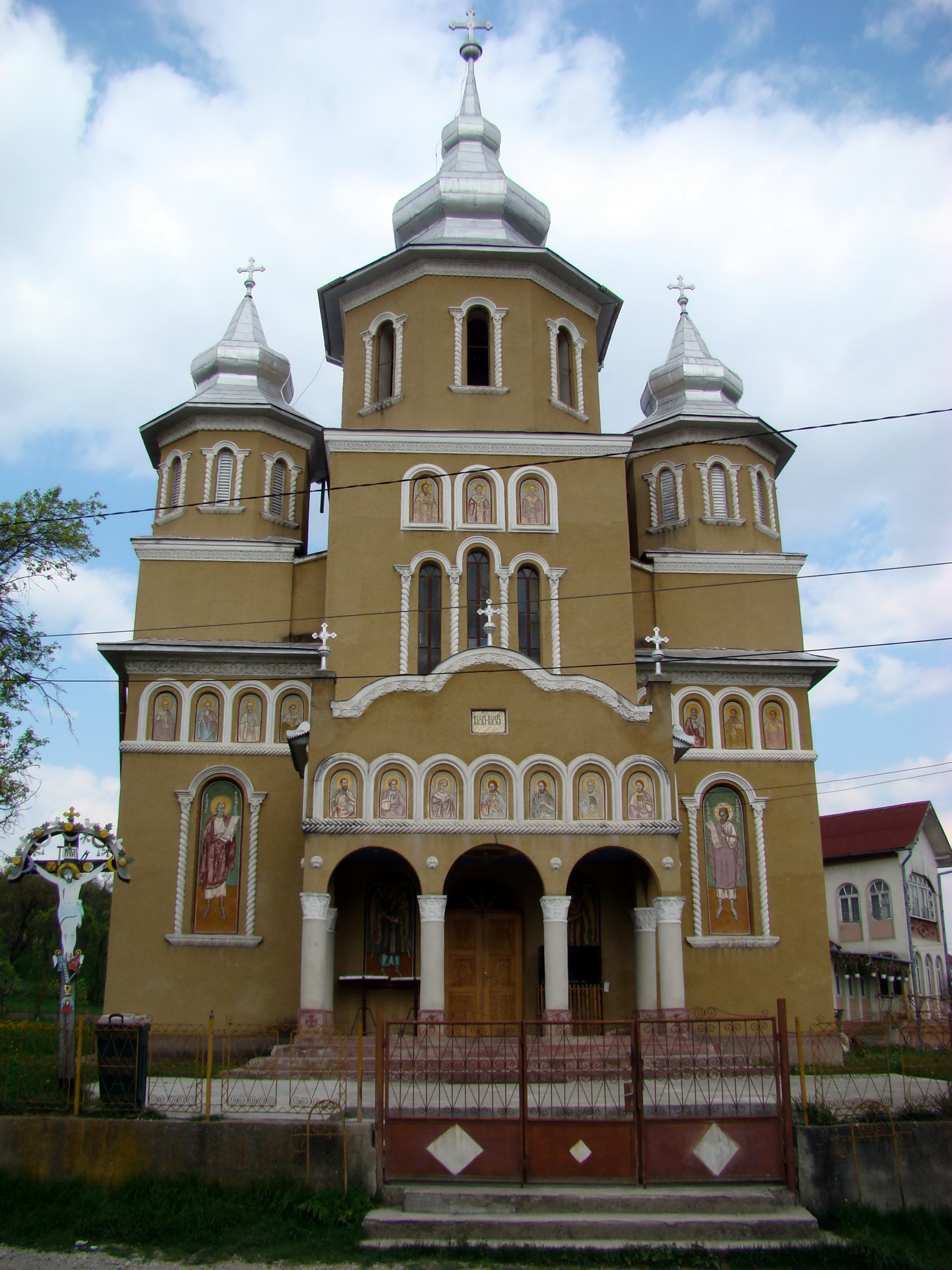
Biserica ortodoxă „Sfântul Ioan Botezătorul”
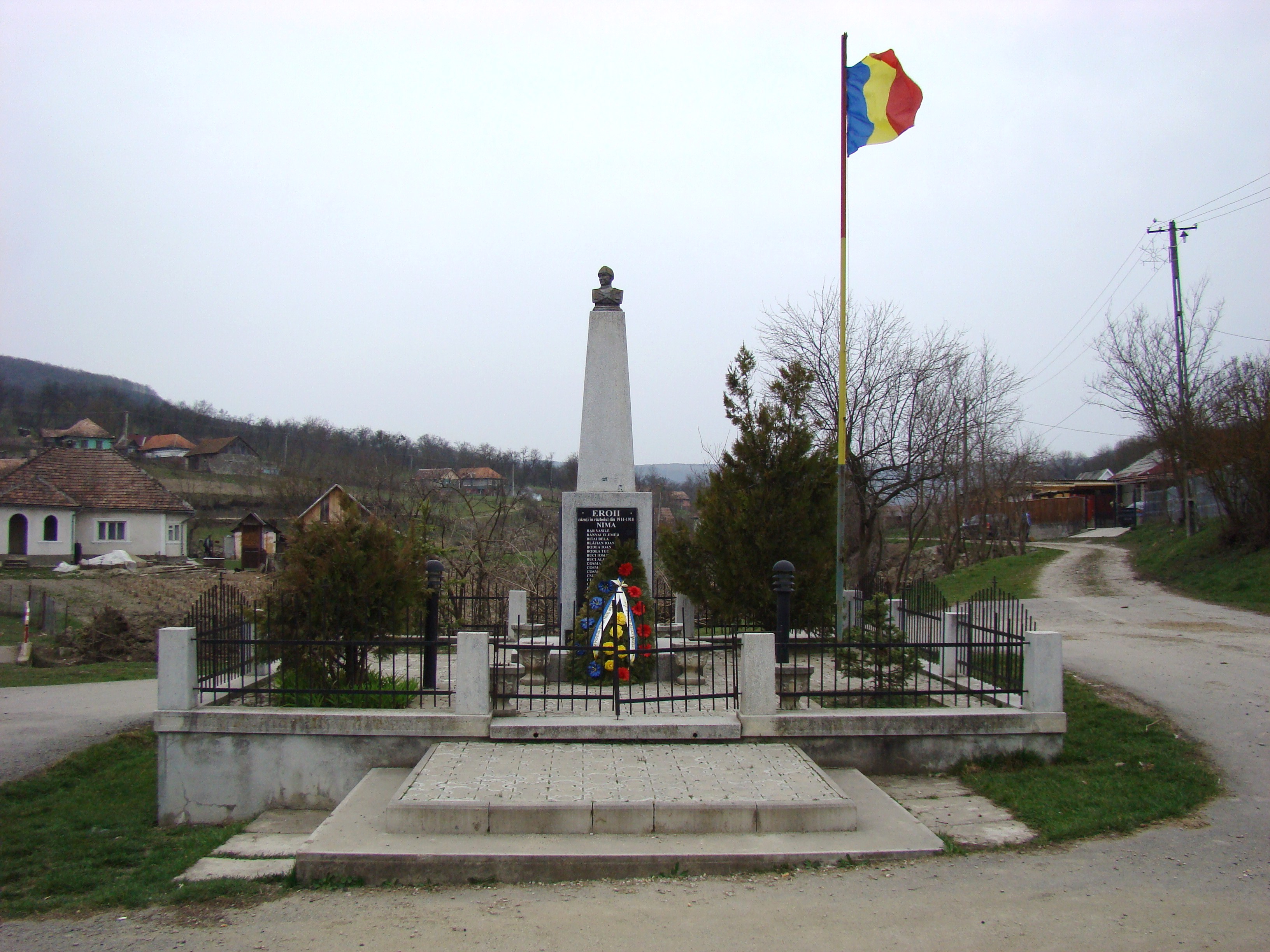
Monumentul Eroilor
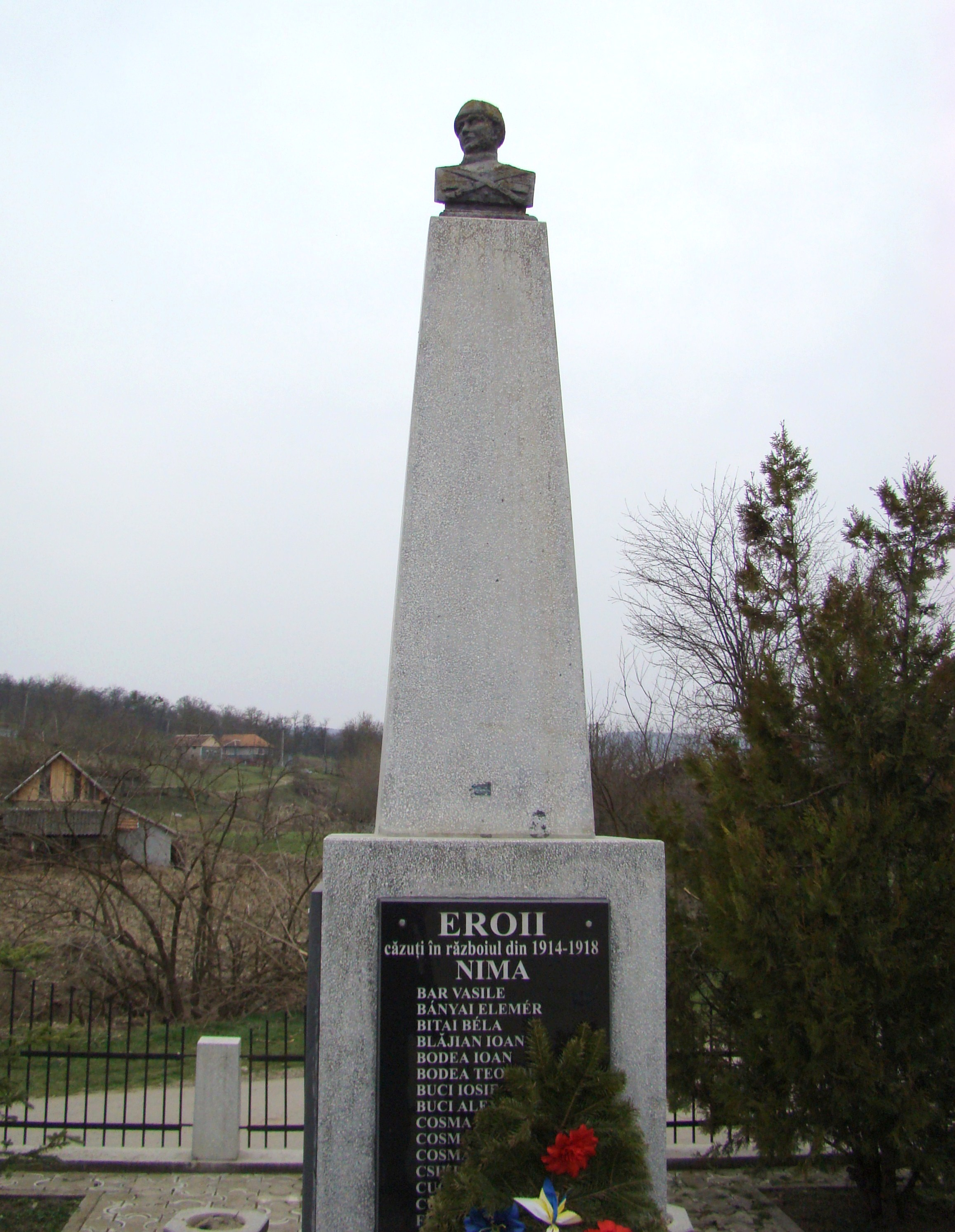
Monumentul Eroilor
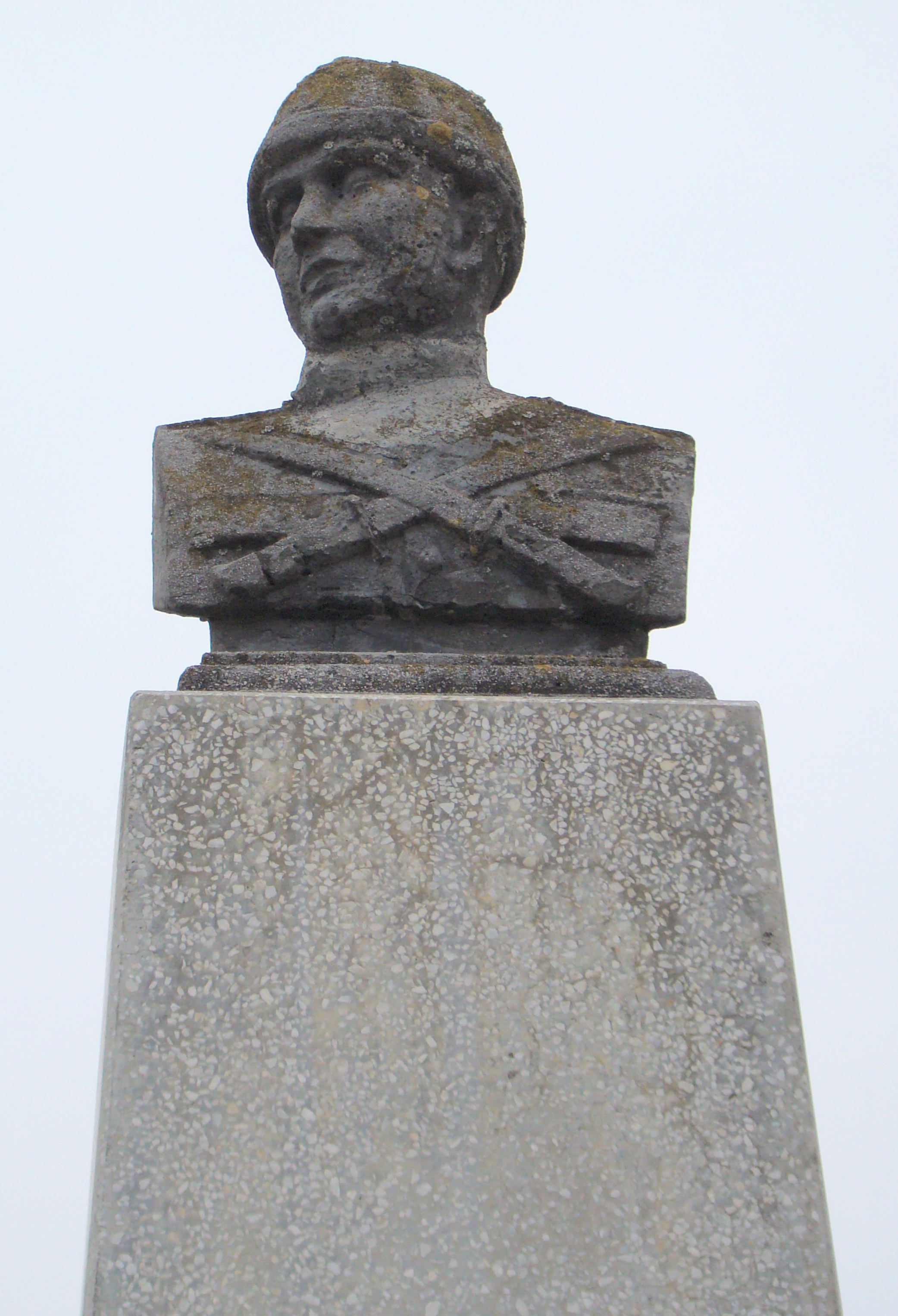
Monumentul Eroilor (detaliu)
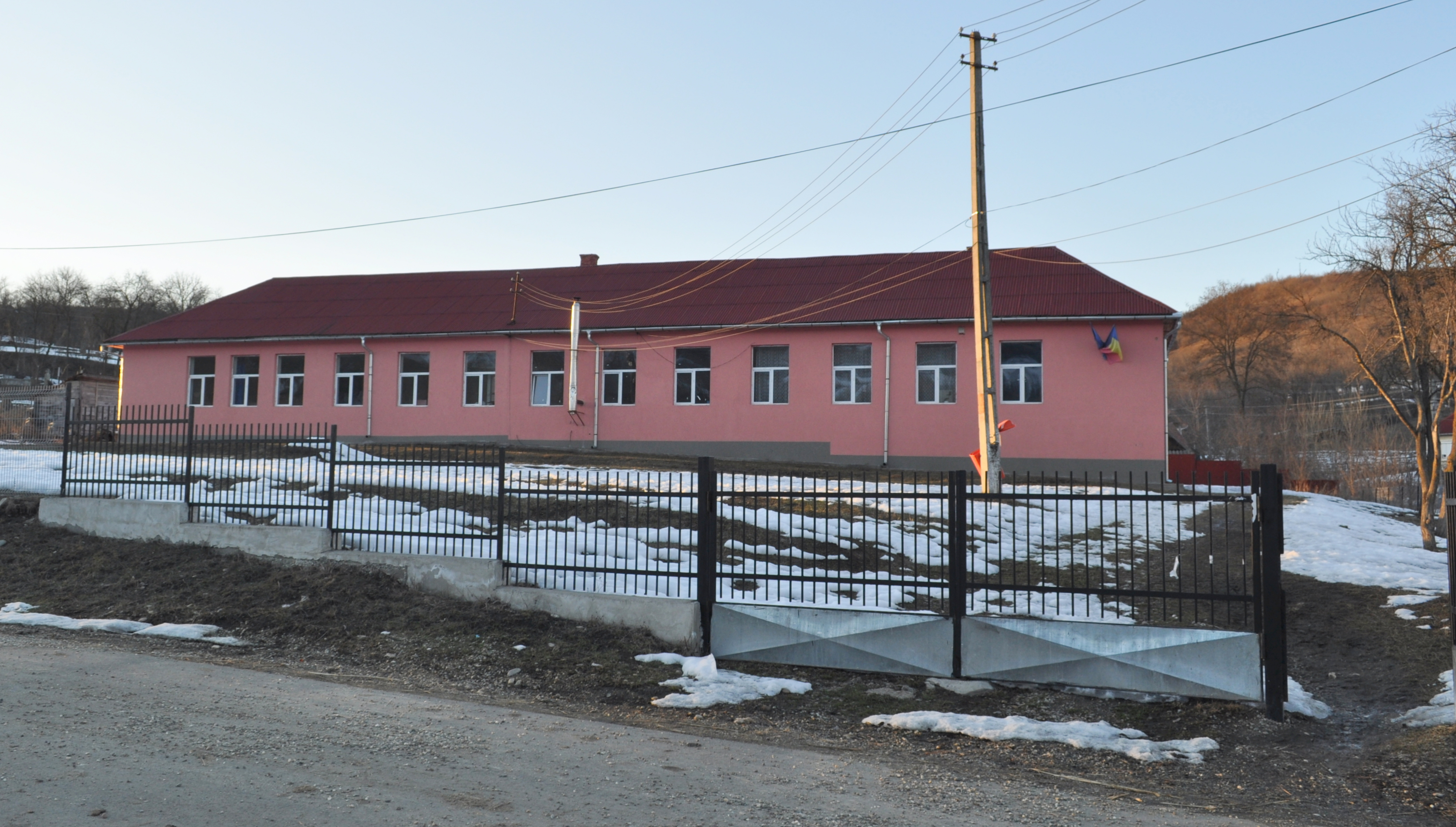
Școala
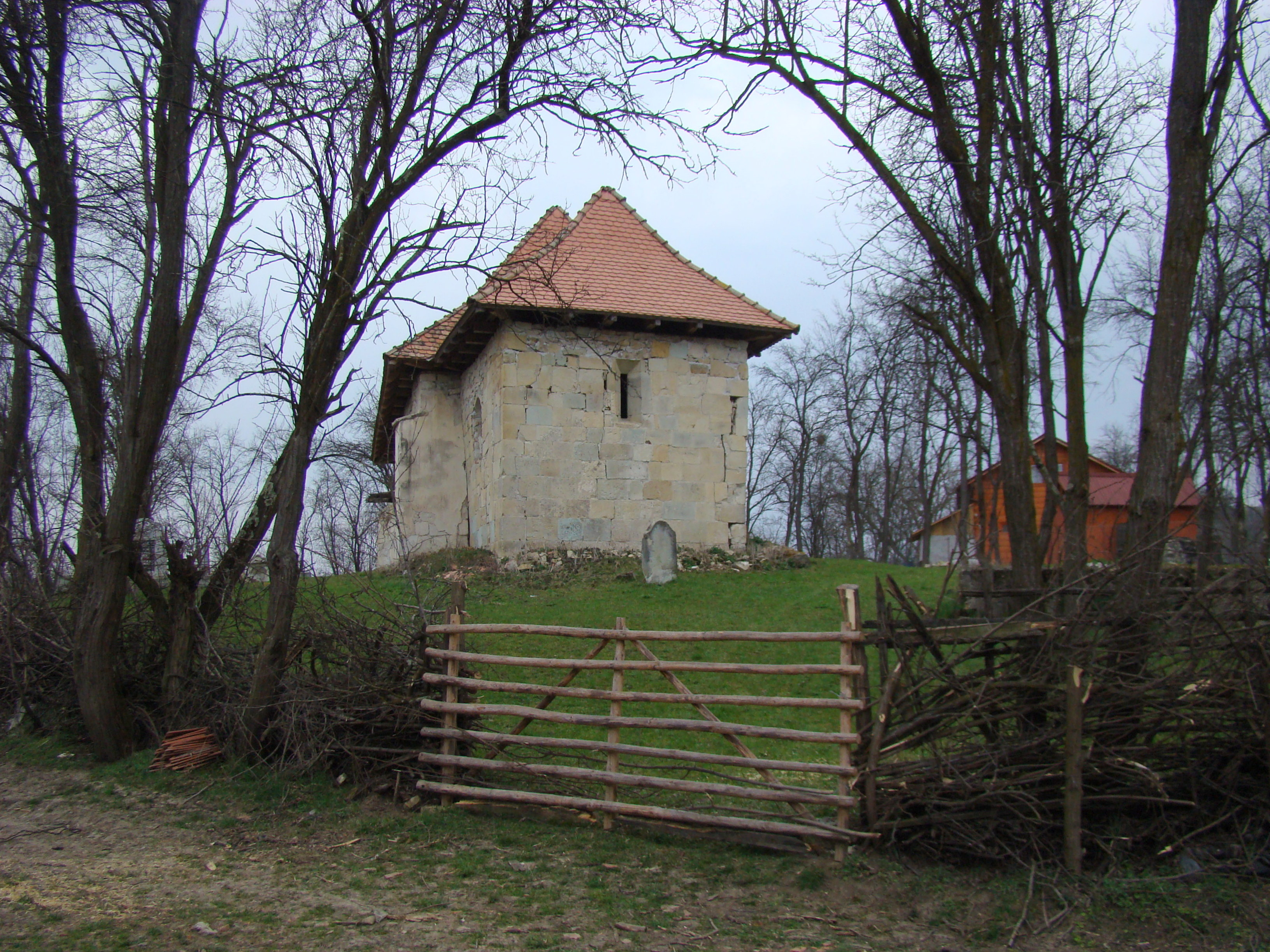
Biserica reformată (monument istoric)
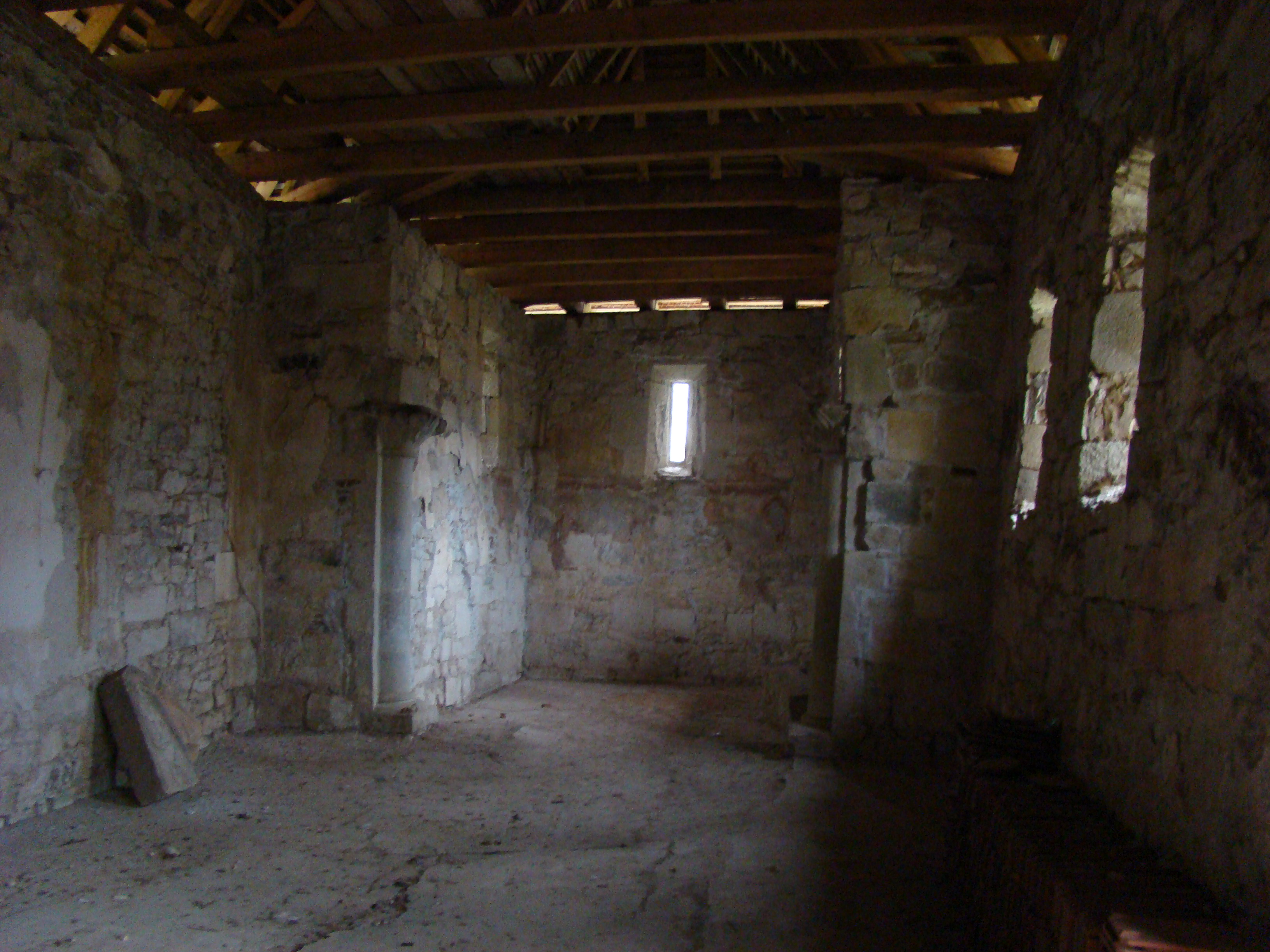
Biserica reformată (monument istoric)
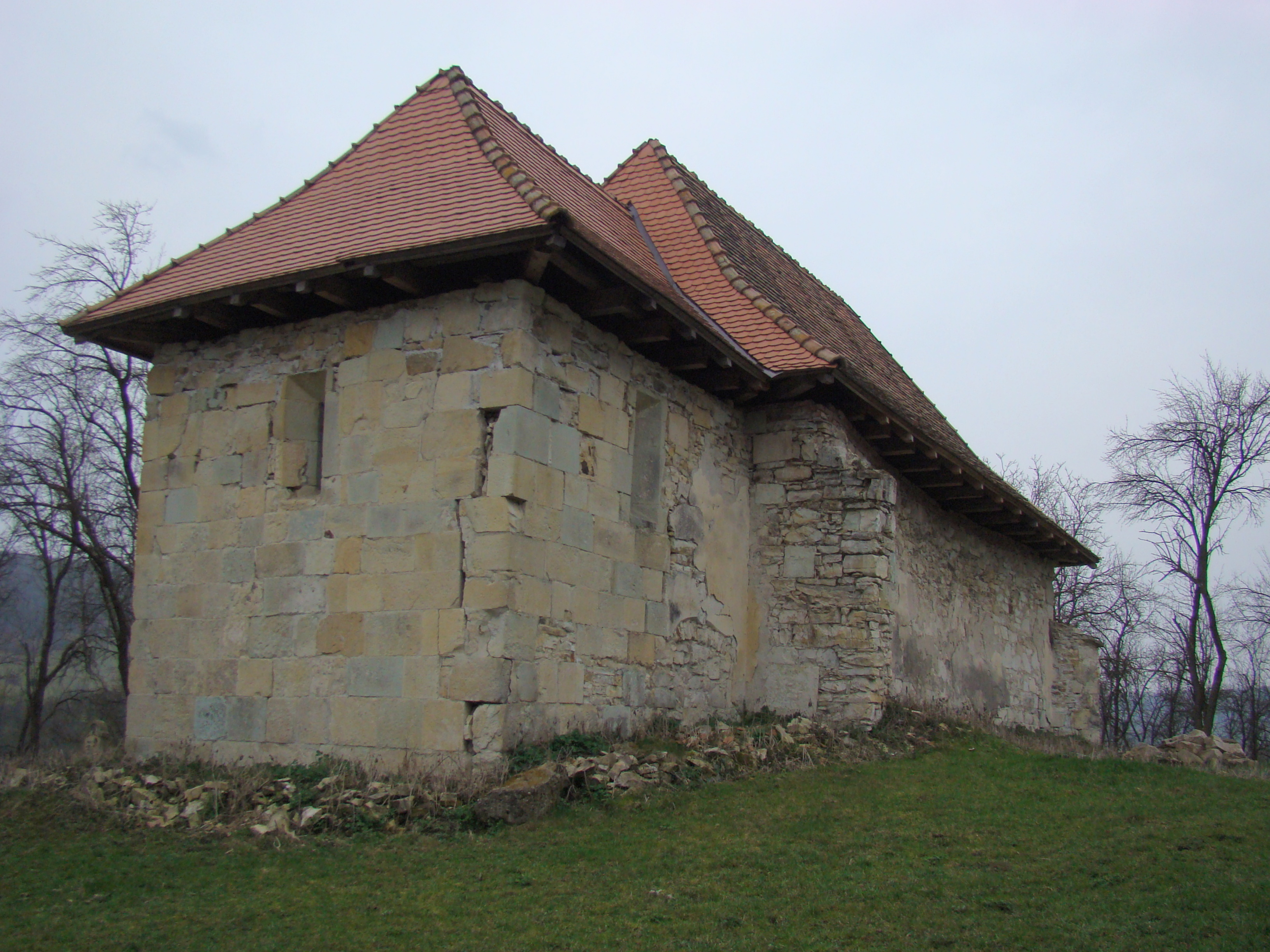
Biserica reformată (monument istoric)
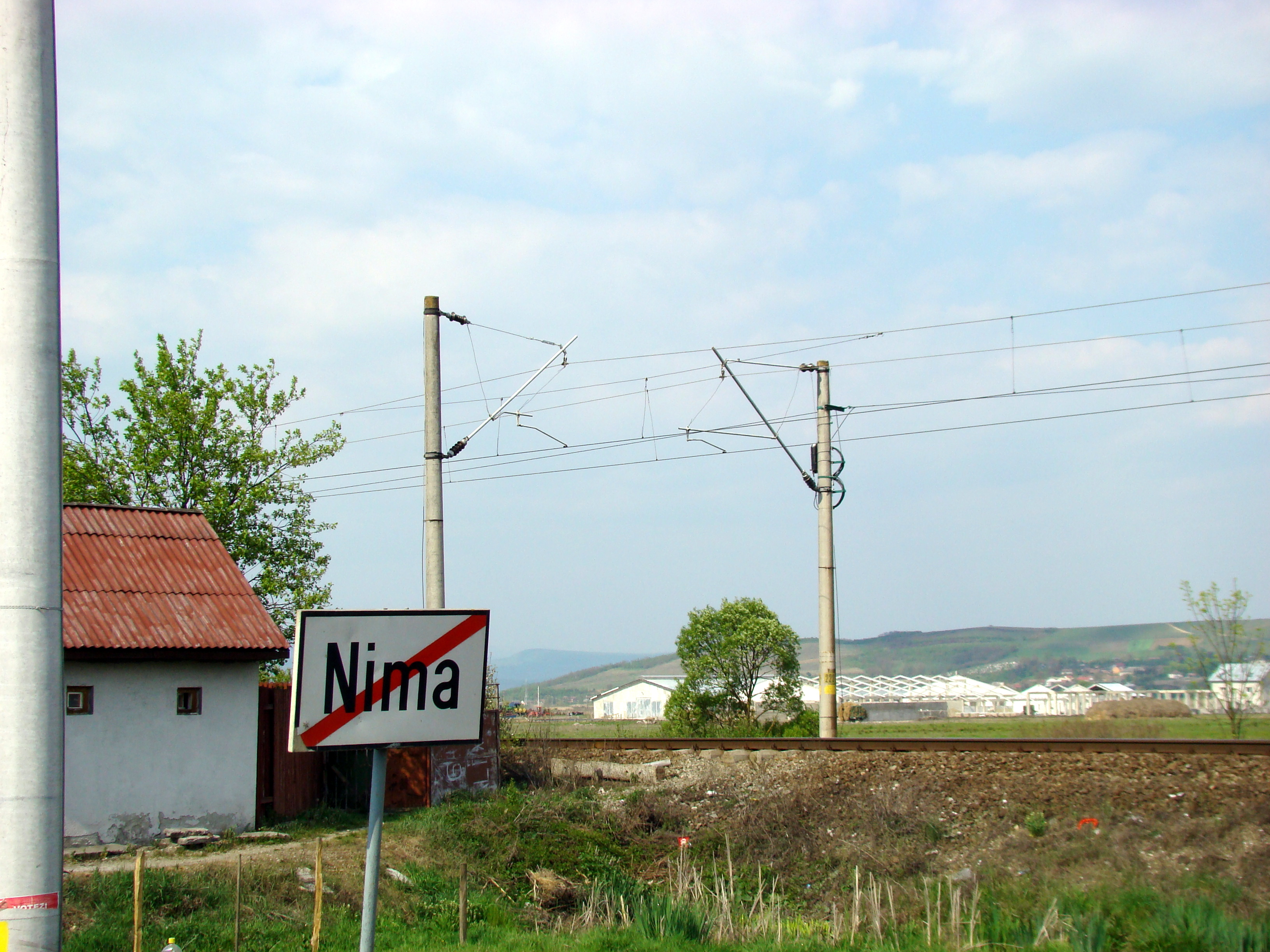
Ieșirea din localitate